# Liste des bourgmestres de Maastricht
La ville de Maastricht est administrée par des bourgmestres depuis la période de la double seigneurie.
Après la Révolution française, elle administrée par un maire puis  sous le Royaume des Pays-Bas par un bourgmestre. 

## Bourgmestres sous la double seigneurie de Maastricht
| Mandat      | Nom du bourgmestre liégeois | Nom du bourgmestre brabançon        | Détails                                                             |
| ----------- | --------------------------- | ----------------------------------- | ------------------------------------------------------------------- |
| 1700 - 1702 | Servaes Loyens              | Adriaen Henrick van Slijpe          |                                                                     |
| 1702 - 1704 | Henrich Thisius             | Pieter Hermes                       |                                                                     |
| 1704 - 1706 | Johannes Olislaegers        | Adriaen Henrick van Slijpe          |                                                                     |
| 1706 - 1708 | Guillaume van Aecken        | Pieter Hermes                       |                                                                     |
| 1708 - 1710 | Johannes Olislaegers        | Adriaen Henrick van Slijpe          |                                                                     |
| 1710 - 1712 | Servaes Lenarts             | Henrick Pesters                     |                                                                     |
| 1712 - 1714 | Guillaume van Aecken        | Adriaen Henrick van Slijpe          | Et de Aix-la-Chapelle jusqu'en 1715.                                |
| 1714 - 1716 | Servaes Loyens              | Henrick Pesters                     |                                                                     |
| 1716 - 1718 | Arnoldus Intbroeck          | Andreas Mattheus Hessel van Dinther |                                                                     |
| 1718 - 1720 | Leo Emerix                  | Henrick Pesters                     |                                                                     |
| 1720 - 1722 | Guillaume van Aecken        | Johan Lemker                        |                                                                     |
| 1722 - 1724 | Emondus Cox                 | Henrick Pesters                     |                                                                     |
| 1724 - 1726 | Mathias Carolus Lenaers     | Johan Lemker                        |                                                                     |
| 1726 - 1728 | Philip Kerens               | Henrick Pesters                     |                                                                     |
| 1728 - 1730 | Eustachius van der Maessen  | Andreas Mattheus Hessel van Dinther |                                                                     |
| 1730 - 1732 | Leo Emerix                  | Henrick Pesters                     |                                                                     |
| 1732 - 1734 | Guillaume de Requilé        | Godaert van Slijpe                  |                                                                     |
| 1734 - 1736 | Johannes Olislagers         | Henrick Pesters                     |                                                                     |
| 1736 - 1738 | Jacob van Brienen           | Godaert van Slijpe                  |                                                                     |
| 1738 - 1740 | Lambertus Emanuel de Loneux | Henrick Pesters                     |                                                                     |
| 1740 - 1742 | Guillaume de Requilé        | Godaert van Slijpe                  |                                                                     |
| 1742 - 1744 | Johannes Olislagers         | Henrick Pesters                     |                                                                     |
| 1744 - 1746 | Jocobus Hamelars            | Godaert van Slijpe                  | Loneux prit l'intérim de Hamelars en 1745.                          |
| 1746 - 1748 | Corolus van Brienen         | Henrick Pesters                     |                                                                     |
| 1749 - 1750 | Johannes Olislagers         | Godaert van Slijpe                  |                                                                     |
| 1750 - 1752 | Lambertus Emanuel de Loneux | C.R. van der Haer                   |                                                                     |
| 1752 - 1754 | H.J. van der Maesen         | Godaert van Slijpe                  | J.H. Resnich prit l'intérim de Van Slijpe à partir de janvier 1753. |
| 1754 - 1756 | H. Joppen                   | E.W.D. Pillers                      |                                                                     |
| 1756 - 1758 | Johannes Olislagers         | C.R. van der Haer                   |                                                                     |
| 1758 - 1760 | Lambertus Emanuel de Loneux | Wilhelm Brull                       |                                                                     |
| 1760 - 1762 | H. Joppen                   | C.R. van der Haer                   |                                                                     |
| 1762 - 1764 | Johannes Olislagers         | A.J.J. Vignon                       |                                                                     |
| 1764 - 1766 | W.H. Cruts                  | C.R. van der Haer                   |                                                                     |
| 1766 - 1768 | J.A.J. Olislagers           | A.J.J. Vignon                       |                                                                     |
| 1768 - 1770 | H. Joppen                   | C.R. van der Haer                   |                                                                     |
| 1770 - 1772 | P. Banens                   | Christiaen de Jacobi                |                                                                     |
| 1772 - 1774 | J.A.J. Olislagers           | C.R. van der Haer                   | H. van Slijpe prit l'intérim de V.d. Haer en octobre 1772.          |
| 1774 - 1776 | J.P.J. Munix                | Christiaen de Jacobi                |                                                                     |
| 1776 - 1778 | P. Banens                   | J. van Schulenburg                  |                                                                     |
| 1778 - 1780 | W.H. Cruts                  | Christiaen de Jacobi                |                                                                     |
| 1780 - 1782 | H.M. Vliex                  | J. van Schulenburg                  |                                                                     |
| 1782 - 1784 | J.A.J. Olislagers           | Christiaen de Jacobi                |                                                                     |
| 1784 - 1786 | P. Banens                   | Walter Daniel Vignon                |                                                                     |
| 1786 - 1788 | P. Kerens                   | Christiaen de Jacobi                |                                                                     |
| 1788 - 1790 | André Charles Membrède      | Alexandre Quirin Collard            |                                                                     |
| 1790 - 1792 | Jean Arnould Servais Munix  | Christiaen de Jacobi                |                                                                     |
| 1792 - 1794 | H. Joppen de Beegden        | Alexandre Quirin Collard            | Au nom de la France à partir du 4 novembre 1794                     |

## Maire sous laRépubliqueet l'Empire français
| Mandat      | Nom                     | Parti politique | Détails |
| ----------- | ----------------------- | --------------- | ------- |
| 1800 - 1801 | Emanuel Joseph Lefebvre |                 |         |
| 1801 - 1808 | Pierre Etiene Monachon  |                 |         |
| 1808 - 1815 | Christiaan Coenegracht  |                 |         |

## Bourgmestre sous le Royaume des Pays-Bas
| Mandat                      | Nom                           | Parti politique | Détails |
| --------------------------- | ----------------------------- | --------------- | ------- |
| 1815 - 1818                 | André Charles Membrède        |                 |         |
| 1818 - 1835                 | Godart van Slijpe             |                 |         |
| 1835 - 1850                 | Hendrik Nierstrasz            |                 |         |
| 1851 - 1855                 | Jacques Pascal Wijnandts      |                 |         |
| 1855 - 1860                 | Hieronymus van Aken           |                 |         |
| 1861 - 1867                 | Willem Hubert Pijls           |                 |         |
| 1867 - 1873                 | Hendrik Raat                  |                 |         |
| 1873 - 1900                 | Willem Hubert Pijls           |                 |         |
| 1900 - 1910                 | Petrus Bauduin                |                 |         |
| 1910 - 1937                 | Leopold van Oppen             |                 |         |
| 1937 - 1941                 | Willem Michiels van Kessenich | KVP             |         |
| 1941 - 1943                 | Louis Peeters                 | NSB             |         |
| 1944 - 1967                 | Willem Michiels van Kessenich | KVP             |         |
| 1967 - 1985                 | Fons Baeten                   | KVP / CDA       |         |
| 1985 - 2002                 | Philip Houben                 | CDA             |         |
| 2002 - 2010                 | Gerd Leers                    | CDA             |         |
| 2010 - 2010                 | Jan Mans                      | PvdA            | Intérim |
| 2010 - 30 juin 2015         | Onno Hoes                     | VVD             |         |
| 1er juillet 2015 - en cours | Annemarie Penn-te Strake      |                 |         |

## Sources
- (nl) Cet article est partiellement ou en totalité issu de l’article de Wikipédia en néerlandais intitulé « Lijst van burgemeesters van Maastricht » (voir la liste des auteurs).

## Compléments